# Live And Kicking
Live And Kicking er et live-album af Eagle-Eye Cherry, der udkom foråret 2007.
Albummet består af liveoptagelser, som er optaget under diverse koncerter. Der er 14 numre på cd'en.

## Spor
1. This Paralysis
2. Been Here Once Before
3. Falling In Love Again
4. Together
5. Don't Give Up
6. Feels So Right
7. Long way around
8. Comatose
9. Shooting Up In Vain
10. Rainbow Wings
11. Save Tonight
12. Are You Still Having Fun?
13. Promises Made
14. Comatose (Akustisk bonusnummer)